# Ваканцията на Лили
„Ваканцията на Лили“ е български 6-сериен телевизионен игрален филм (детски, семейна драма) от 2007 г. на режисьора Иванка Гръбчева, по сценарий на Марко Стойчев и Кънчо Стойчев. Оператор е Александър Лазаров. Художник на постановката е Стефка Данчева.

## Състав
Роли във филма изпълняват актьорите:
- Калина Стойчева – Лили
- Ясен Атанасов – Тони
- Хари Митков – Менухин
- Иван Александър Нонов – Стефан
- Мариана Жикич – Фани
- Роберт Янакиев – Хари
- Ива Сиракова – Роза
- Венцислав Кисьов – Професор Славов
- Асен Блатечки – Кубето
- Кръстьо Лафазанов – Директор
- Силвия Русинова – Диктор
- Ирини Жамбонас – Ива
- Александра Щерева – Симона
- Райнер Симон – Ханс
- Стоянка Мутафова – Ясновидката Стояна
- Атанас Атанасов – Жорж
- Десислава Стойчева – Таня
- Тодор Димитров – Полицейски инспектор
- Стефан Мавродиев – Файтонджия
- Павел Поппандов – Шофьорът на автобуса
- Пламен Димитров – Пътник
- Димо Алексиев – Друг пътник
- Тодор Колев
- Георги Мамалев – Режисьорът Великов
- Грета Ганчева – Ганева
- Александър Варадинов – Мургав мъж
- Росица Кирилова – Себе си
- Дарин Ангелов – Асистентът Милков
- Бедо Манукян – Продуцентът Марков
- Мария Гинкова – Дама
- Валентин Митев – Господин
- Милка Стоименова – Сервитьорка
- Биляна Стоева – Колежка
- Кристина Бисерова – Лора
- Зорница Добромирова – Рени
- Галина Върбанова – Пепи
- Никола Чиприянов – Дядо Иван
- Стоян Радев – Младоженец
- Татяна Танева – Булка
- Джан Тао – Японски турист
- Павел Ковачев – Боби
- Илия Ласин – Илия
- Марин Минков – Мъро
- Исус Рангелов – Исус
- Николай Серафимов – Ники
- Симона Цветанова – Симона
- Боряна Лазарова – Биляна
- Георги Атанасов – Кум
- Милена Кънева – Кума
- Николай Божков – Младеж
- Веселина Михалкова – Момиче
- Христо Христов – Дядо
- Марин Маринов – Оператор на сватба